# スマートなゲートボール (アルバム)
『スマートなゲートボール』（Smart na Gateball）は、1983年（昭和58年）8月25日に発売された日本のアルバム、およびマキシシングルである。近田春夫のバンド・ゲートボールのファーストアルバム、およびファーストシングルである。

## 概要・略歴
1983年、元近田春夫&ビブラトーンズの近田春夫、元近田春夫&ハルヲフォンの高木英一、元ガールズ、元ピンナップスのリタこと野元貴子が結成したバンド、ゲートボールは、同年8月25日に、カセットテープのみ発売したアルバム『スマートなゲートボール』と、33 1/3回転4曲入りのコンパクト盤シングル『スマートなゲートボール』をそれぞれ徳間ジャパン（現徳間ジャパンコミュニケーションズ）からリリースした。
パーシー・フェイス、デヴィッド・ボウイ、ザ・ハプニングス、ビリー・ヴォーン、ポール・モーリア、ザ・キンクス、トニー・ハッチ、坂本九、クラフトワーク、パット・ブーン、フランク・シナトラの曲をアンビエント化した。
アルバム版『スマートなゲートボール』は、1991年（平成3年）4月25日、現徳間ジャパンコミュニケーションズからCD再発売された。リリースナンバーはTKCA-30246、しかし現在は廃盤である。

## 収録曲

### シングル
1. FASCINATION (魅惑のワルツ) A-1 - 原曲ザ・パーシー・フェイス・オーケストラ
2. STAR MAN (スター・マン) A-2 - 原曲デヴィッド・ボウイ
3. YOU REALLY GOT ME (ユー・リアリー・ガット・ミー) B-1 - 原曲ザ・キンクス
4. PEARLY SHELLS (真珠貝の歌) B-2 - 原曲ビリー・ヴォーン

### アルバム
1. FASCINATION (魅惑のワルツ) - 原曲ザ・パーシー・フェイス・オーケストラ
2. STAR MAN (スター・マン) - 原曲デヴィッド・ボウイ
3. SEE YOU IN SEPTEMBER (シー・ユー・イン・セプテンバー) - 原曲ザ・ハプニングス
4. PEARLY SHELLS (真珠貝の歌) - 原曲ビリー・ヴォーン
5. THEME FROM A SUMMER PLACE (夏の日の恋) - 原曲ポール・モーリア
6. YOU REALLY GOT ME (ユー・リアリー・ガット・ミー) - 原曲ザ・キンクス
7. LOOK FOR A STAR (星を求めて) - 原曲トニー・ハッチ
8. SUKIYAKI (上を向いて歩こう) - 原曲坂本九
9. THE MODEL (モデル) - 原曲クラフトワーク
10. SAIL ALONG SILV'RY MOON (浪路はるかに) - 原曲ビリー・ヴォーン
11. LOVE LETTERS IN THE SAND (砂に書いたラブ・レター) - 原曲パット・ブーン
12. STRANGERS IN THE NIGHT (夜のストレンジャー) - 原曲フランク・シナトラ

## 註
1. 1 2  石川誠壱のウェブサイト「近田春夫と私」の記述を参照。
2. 1 2  #外部リンク内の「スマートなゲートボール」リンク先の記述を参照。